# Marcello Signoretti
Marcello Signoretti, meglio noto come Abba Marcello (Candelara, 27 novembre 1942), è un presbitero e missionario italiano.
Abba Marcello (“Abba” significa “padre” nella lingua dell'Etiopia) è attualmente sacerdote diocesano presso il vicariato apostolico di Soddo, capoluogo della regione del Wolaita, in Etiopia.
Dopo aver lavorato come ragioniere per gran parte della sua vita, ha ricevuto gli ordini a sessant'anni, per mano del vescovo missionario Domenico Marinozzi. La decisione è maturata in seguito a dolorose vicissitudini familiari.
Ad Abba Marcello la città di Soddo ha dedicato una strada nel 2009. Il sacerdote è l'ideatore dello Smiling Children Town, voluto per togliere i bambini dalla strada e sostenuto dalla onlus Villaggio dei Ragazzi Sorridenti. Si tratta di un progetto che fornisce ai ragazzi di strada alcuni servizi, tra cui cibo, alloggio e rudimenti di formazione lavorativa. L'obiettivo è permettere alle nuove generazioni di riuscire ad aprire in futuro laboratori artigiani.
Abba Marcello si adopera con la sua attività missionaria per combattere i casi di grave miseria frequenti a Soddo. Si sposta per il Paese con il Carcarrò, un camion attrezzato per l'Africa e le sue strade dissestate o inesistenti, donato in memoria di Dino Pericoli allo Smiling Children Town. Il nome significa “facocero” in etiopico. Con il Carcarrò Abba Marcello raggiunge le case di fango, paglia e lamiera della zona, quasi sempre prive di acqua potabile e corrente elettrica e spesso colpite da malattie come elefantiasi, malaria, lebbra e tracoma.
Al sacerdote è stato dedicato un libro, Abba Marcello. Viaggio nel cuore dell'Africa missionaria, scritto da Vincenzo Varagona e pubblicato nel 2011.
L'opera è la sintesi di tre reportage realizzati in Africa fra il 1995 e il 2009.